# 捷行航空
捷行航空（GoAir）是印度的低成本航空公司，成立於2005年，總部位於馬哈拉施特拉邦孟買，以賈特拉帕蒂·希瓦吉國際機場為樞紐機場。捷行航空主要經營印度西部和南部的國內航線。

## 外部連結
官方网站 